# Guillén Ramón de Moncada y de Vilaragut
Guillén Ramón de Moncada (Chiva, Valencia,1440-Tarazona, 1521) fue un eclesiástico y hombre de estado aragonés, diputado del brazo eclesiástico de la Generalidad de Cataluña en 1472, obispo de Vic en 1474, presidente del Consejo de la Santa Hermandad en 1488, obispo de Mallorca en 1493 y de Tarazona desde 1496 hasta su muerte.
Fue hijo de Juan Florimon de Moncada, señor de Chiva y Castellnou y la marquesa de Vilaragut.
| Predecesor: Cosme de Montserrat       | Obispo de Vic 1474-1493        | Sucesor: Joan de Peralta           |
| Predecesor: Juan Bautista de Salelles | Obispo de Mallorca 1493-1496   | Sucesor: Antonio de Rojas Manrique |
| Predecesor: Andrés Martínez Ferriz    | Obispo de Tarazona 1496-1521 † | Sucesor: Gabriel Orti              |